# Giacopo del Torso
Giacopo del Torso (né à Udine, Italie, alors dans la république de Venise, et mort à Rimini en 1413, est un cardinal italien du XVe siècle.

## Biographie
Del Torso étudie à l'université de Bologne. Il est médecin à Udine et député de la ville, quand il entre dans l'état ecclésiastique. Del Torso est chanoine d'Aquilée et d'Udine et ambassadeur d'Udine auprès du pape. Il est protonotaire apostolique, légat apostolique à Venise, légat du pape auprès du roi Ladislas Ier de Naples et à Gênes et Savone pour négocier l'union avec l'antipape Benoît XIII.
Le pape Grégoire XII le crée cardinal lors du consistoire du 9 mai 1408.